# Hunter S. Thompson
Hunter Stockton Thompson (Louisville, 18 de julho de 1937 – Aspen, 20 de fevereiro de 2005) foi um jornalista e autor americano, considerado um dos principais pioneiros do Novo Jornalismo, junto com Gay Talese, Truman Capote, Norman Mailer, Joan Didion e Tom Wolfe. Ele ganhou destaque com a publicação de Hell's Angels (1967), livro pelo qual passou um ano vivendo com o clube de motociclistas Hells Angels para escrever um relato em primeira mão de suas vidas e experiências. Em 1970, ele escreveu um artigo não convencional intitulado " O Kentucky Derby é decadente e depravado" para a Scanlan's Monthly, o que elevou ainda mais seu perfil como uma figura contracultural. Isso também o colocou no caminho para estabelecer seu próprio subgênero de Novo Jornalismo, que ele chamou de "Gonzo", um estilo jornalístico no qual o escritor se torna uma figura central e participante dos eventos da narrativa.
Thompson continua sendo mais conhecido por Fear and Loathing in Las Vegas (1972), um livro publicado pela primeira vez na Rolling Stone, no qual ele aborda as implicações do que considerou o fracasso do movimento de contracultura dos anos 1960. A obra foi adaptada para o cinema duas vezes: livremente em 1980 em Where the Buffalo Roam e explicitamente em 1998 em Fear and Loathing in Las Vegas. Thompson concorreu sem sucesso para xerife do Condado de Pitkin, Colorado, em 1970, na chapa Freak Power. Ele se tornou conhecido por sua intensa antipatia por Richard Nixon, que ele afirmava representar "aquele lado sombrio, venal e incuravelmente violento do caráter americano". Cobriu a campanha presidencial de George McGovern em 1972 para a Rolling Stone e mais tarde reuniu as histórias em formato de livro como Fear and Loathing: On the Campaign Trail '72 (1973).
A partir de meados da década de 1970, a produção de Thompson declinou, pois ele lutava contra as consequências da fama e do abuso de substâncias e não conseguiu concluir várias tarefas para a Rolling Stone . Durante grande parte do final da década de 1980 e início da década de 1990, ele trabalhou como colunista do San Francisco Examiner. A maior parte de seu trabalho de 1979 a 1994 foi coletado em The Gonzo Papers. Continuou escrevendo esporadicamente para vários veículos, como Rolling Stone, Playboy, Esquire e ESPN.com até o fim de sua vida.
Era conhecido por seu uso prolongado de álcool e drogas ilegais, seu amor por armas de fogo e seu desprezo iconoclasta pela autoridade. Ele costumava comentar: "Odeio defender drogas, álcool, violência ou insanidade para qualquer pessoa, mas elas sempre funcionaram para mim." Thompson morreu por suicídio aos 67 anos de idade, após uma série de problemas de saúde. Hari Kunzru escreveu: “A verdadeira voz de Thompson é revelada como a do moralista americano ... alguém que frequentemente se torna feio para expor a feiura que vê ao seu redor."

## Juventude
Thompson nasceu em uma família de classe média em Louisville, Kentucky, o primeiro dos três filhos de Virginia Davison Ray (1908, Springfield, Kentucky - 20 de março de 1998, Louisville), que trabalhou como bibliotecária-chefe na Biblioteca Pública de Louisville e Jack Robert Thompson (4 de setembro de 1893, Horse Cave, Kentucky - 3 de julho de 1952, Louisville), um ajustador de seguros públicos e veterano da Primeira Guerra Mundial. Seus pais foram apresentados por um amigo da fraternidade de Jack na Universidade de Kentucky em setembro de 1934 e se casaram em 2 de novembro de 1935. O jornalista Nicholas Lezard do The Guardian afirmou que o primeiro nome de Thompson, Hunter, veio de um ancestral do lado de sua mãe, o cirurgião escocês John Hunter. Uma atribuição mais direta é que o primeiro e o segundo nome de Thompson, Hunter Stockton, vieram de seus avós maternos, Prestly Stockton Ray e Lucille Hunter.
Em dezembro de 1943, quando Thompson tinha seis anos, a família se estabeleceu no bairro afluente de Cherokee Triangle, em The Highlands. Em 3 de julho de 1952, quando Thompson tinha 14 anos de idade, seu pai morreu de miastenia grave aos 58 anos de idade. Hunter e seus irmãos foram criados pela mãe. Virginia trabalhou como bibliotecária para sustentar os filhos e era descrita como uma alcoólatra após a morte do marido.

### Educação

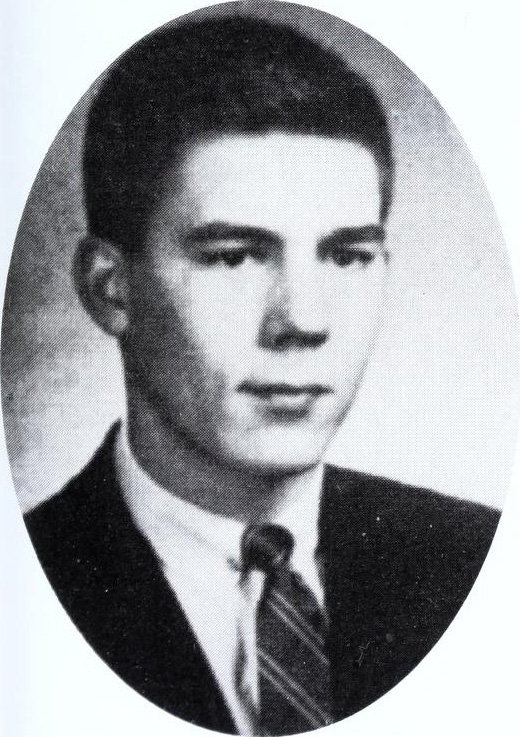
Retrato de Thompson no último ano do ensino médio

Interessado em esportes e com inclinação atlética desde jovem, Thompson foi cofundador do Hawks Athletic Club enquanto frequentava a I. N. Bloom Elementary School, o que levou a um convite para ingressar no Castlewood Athletic Club de Louisville para adolescentes que os preparou para os esportes do ensino médio. No final das contas, ele nunca se juntou a um time esportivo escolar. Cresceu no mesmo bairro que a romancista Sue Grafton, que estava alguns anos atrás dele na escola.
Depois, se transferiu para a Louisville Male High School no outono de 1952. Também em 1952, ele foi aceito como membro da Athenaeum Literary Association, um clube literário e social patrocinado pela escola que datava de 1862. Seus membros na época vinham de famílias de classe alta de Louisville e incluíam Porter Bibb, que mais tarde se tornou o primeiro editor da Rolling Stone a pedido de Thompson. Durante esse período, Thompson leu e admirou The Ginger Man, de J. P. Donleavy.
Como membro do Athenaeum, Thompson contribuiu com artigos e ajudou a produzir o anuário do clube, The Spectator, até que o grupo expulsou Thompson em 1955 por atividade criminosa. Acusado de cúmplice de roubo após estar em um carro com o criminoso, Thompson foi condenado a 60 dias na cadeia do Condado de Jefferson, em Kentucky. Ele cumpriu 31 dias da pena e, durante sua prisão, foi impedido de fazer os exames finais, o que o impediu de se formar. Ele se alistou na Força Aérea dos Estados Unidos após sua libertação.

### Serviço militar

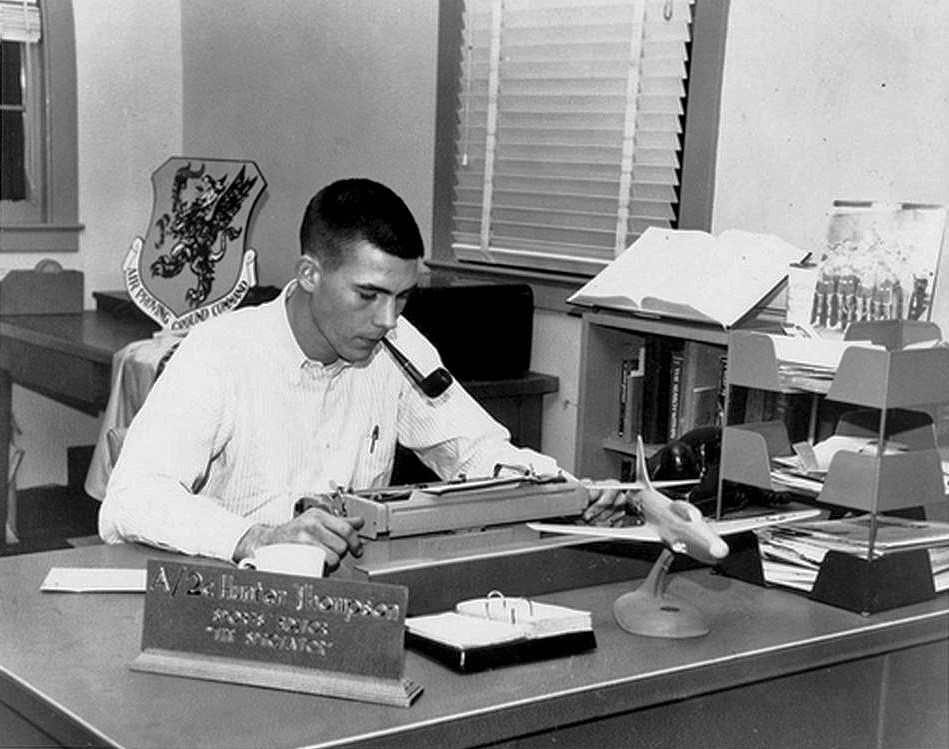
Thompson em 1957 como editor de esportes do The Command Courier, um boletim informativo da Força Aérea dos Estados Unidos

Thompson completou o treinamento básico na Base Aérea de Lackland, em San Antonio, Texas, e foi transferido para a Base Aérea Scott, em Belleville, Illinois, para estudar eletrônica. Ele se candidatou para se tornar aviador, mas o programa de cadetes de aviação da Força Aérea rejeitou sua inscrição. Em 1956, ele foi transferido para Base Aérea Eglin, perto de Fort Walton Beach, Flórida . Enquanto servia em Eglin, ele teve aulas noturnas na Universidade Estadual da Flórida. Em Eglin, ele conseguiu seu primeiro emprego profissional como editor de esportes do The Command Courier mentindo sobre sua experiência de trabalho. Como editor de esportes, Thompson viajou pelos Estados Unidos com o time de futebol americano Eglin Eagles, cobrindo seus jogos. No início de 1957, ele escreveu uma coluna esportiva para o The Playground News, um jornal local em Fort Walton Beach, Flórida. Seu nome não apareceu na coluna porque os regulamentos da Força Aérea proibiam empregos externos.
Em 1958, quando era aviador de primeira classe, seu comandante o recomendou para uma dispensa honrosa antecipada. "Em resumo, este aviador, embora talentoso, não será guiado por políticas", escreveu o chefe dos serviços de informação, coronel William S. Evans, ao escritório de pessoal de Eglin. “Às vezes, sua atitude rebelde e superior parece contagiar outros membros da equipe da Força Aérea.”

### Início da carreira jornalística
Depois de deixar a Força Aérea, Thompson trabalhou como editor de esportes para um jornal em Jersey Shore, Pensilvânia, antes de se mudar para a cidade de Nova York, onde auditou vários cursos na Escola de Estudos Gerais da Universidade Columbia. Durante esse período, ele trabalhou brevemente para a Time como copidesque por 51 dólares por semana. No trabalho, ele digitou partes de O Grande Gatsby, de F. Scott Fitzgerald, e Adeus às Armas, de Ernest Hemingway, para aprender os ritmos e estilos de escrita dos autores. Em 1959, a Time o demitiu por insubordinação. Mais tarde naquele ano, ele trabalhou como repórter para o The Middletown Daily Record em Middletown, Nova York. Ele foi demitido do emprego depois de danificar uma máquina de doces do escritório e discutir com o dono de um restaurante local, que por acaso era anunciante do jornal.

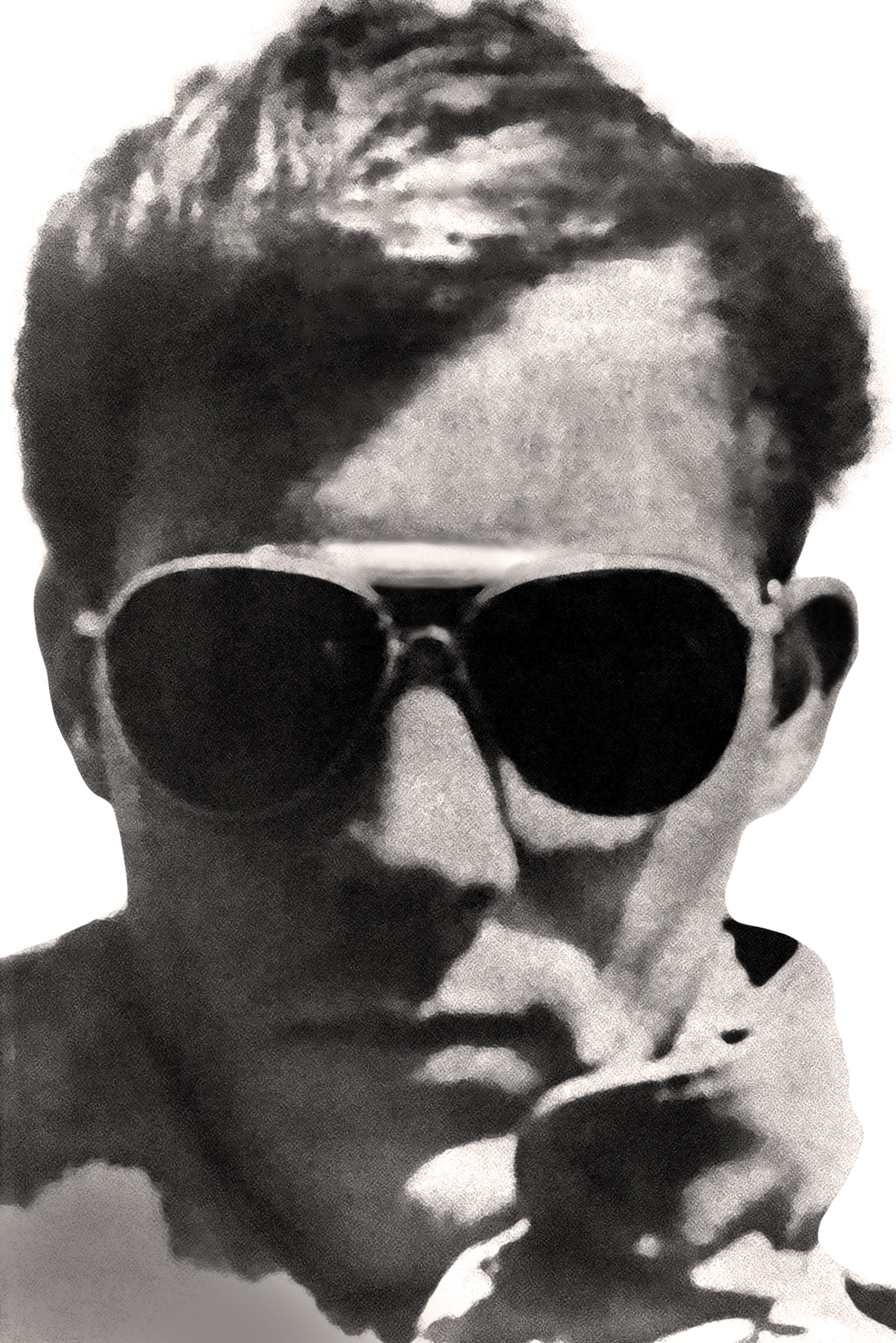
Foto de autorretrato de Thompson c.1960–1967

Em 1960, Thompson mudou-se para San Juan, Porto Rico, para trabalhar na revista esportiva El Sportivo, que encerrou suas atividades logo após sua chegada. Thompson se candidatou a um emprego no diário porto-riquenho de língua inglesa The San Juan Star, mas seu editor-chefe, o futuro romancista William J. Kennedy, recusou. Mesmo assim, os dois se tornaram amigos. Após o fim do El Sportivo, Thompson trabalhou como correspondente para o New York Herald Tribune e alguns outros jornais dos Estados Unidos sobre questões caribenhas, com Kennedy trabalhando como seu editor.
Após retornar aos Estados Unidos continentais em 1961, Thompson visitou São Francisco e acabou morando na região de Big Sur, onde passou oito meses como segurança e zelador no Slates Hot Springs, pouco antes de se tornar o Instituto Esalen. Na época, Big Sur era um posto avançado da geração beat e lar de Henry Miller e do roteirista Dennis Murphy, ambos admirados por Thompson. Durante esse período, ele publicou seu primeiro artigo de revista na Rogue sobre a cultura artesanal e boêmia da região e trabalhou em The Rum Diary. Ele conseguiu publicar um conto, "Burial at Sea", que também apareceu na Rogue. Foi sua primeira obra de ficção publicada. The Rum Diary, baseado nas experiências de Thompson em Porto Rico, foi finalmente publicado em 1998 e em 2011 foi adaptado para o cinema. Paul Perry observa que Thompson demonstrou extrema homofobia enquanto estava em Big Sur, fazendo ameaças violentas de expulsar banhistas gays das fontes termais locais.
Em maio de 1962, Thompson viajou para a América do Sul por um ano como correspondente do jornal semanal de propriedade da Dow Jones, o National Observer. No Brasil, ele passou vários meses como repórter do Brazil Herald, sediado no Rio de Janeiro, o único jornal diário de língua inglesa do país. Sua namorada de longa data, Sandra Dawn Conklin (posteriormente Sondi Wright), juntou-se a ele no Rio. Eles se casaram em 19 de maio de 1963, logo após retornarem aos Estados Unidos e viveram brevemente em Aspen, Colorado. Sandy estava grávida de oito meses quando eles se mudaram para Glen Ellen, Califórnia. Seu filho, Juan Fitzgerald Thompson, nasceu em março de 1964. Durante o verão do mesmo ano, Hunter começou a tomar dexedrina, que era o que ele usava predominantemente para escrever até por volta de 1974, quando começou a escrever principalmente sob a influência de cocaína.
Thompson continuou a escrever para o National Observer sobre uma série de assuntos domésticos durante o início dos anos 1960. Uma história contava sua visita a Ketchum, Idaho, em 1964, para investigar as razões do suicídio de Ernest Hemingway. Enquanto estava lá, ele roubou um par de chifres de alce pendurados acima da porta da frente da cabana de Hemingway. Mais tarde naquele ano, Thompson mudou-se para São Francisco, onde participou da Convenção Republicana de 1964 no Cow Palace. Ele rompeu seus laços com o Observer depois que seu editor se recusou a publicar sua crítica da coleção de ensaios de Tom Wolfe de 1965, The Kandy-Kolored Tangerine-Flake Streamline Baby. Mais tarde, mergulhou na cultura das drogas e dos hippies que estava se enraizando na área e logo começou a escrever para o jornal underground de Berkeley, Spider.

### Hell's Angels
Em 1965, Carey McWilliams, editor do The Nation, contratou Thompson para escrever uma história sobre o clube de motociclistas Hells Angels, na Califórnia. Na época, Thompson morava em uma casa perto do bairro Haight-Ashbury, em São Francisco, onde os Hells Angels moravam em frente ao Grateful Dead.  Seu artigo foi publicado em 17 de maio de 1965, após o qual ele recebeu várias ofertas de livros e passou o ano seguinte morando com o clube. O relacionamento acabou quando os motociclistas perceberam que Thompson os estava explorando para ganho pessoal e exigiram uma parte dos lucros. Uma discussão em uma festa resultou numa surra violenta que Thompson sofreu (ou "pisoteamento", como os Angels se referiam a ela) quando Thompson interveio para proteger um cachorro e uma mulher de abuso físico por um punk. A Random House publicou a edição de capa dura Hell's Angels: The Strange and Terrible Saga of the Outlaw Motorcycle Gangs em 1966 e a luta entre Thompson e os Angels foi bem divulgada. A CBC Television chegou a transmitir um encontro entre Thompson e o Hells Angel Skip Workman diante de uma plateia de estúdio ao vivo.
Uma crítica do New York Times elogiou a obra como um "livro raivoso, instruído, fascinante e escrito com entusiasmo", que mostra os Hells Angels "não tanto como excluídos da sociedade, mas como desajustados ou inadaptados — emocionalmente, intelectualmente e educacionalmente inadequados para alcançar as recompensas, tais como são, que a ordem social contemporânea oferece". O crítico também elogiou Thompson como um "escritor espirituoso, observador e original; sua prosa crepita como o escapamento de uma motocicleta".

## Final da década de 1960
Após o sucesso de Hell's Angels, Thompson vendeu histórias para várias revistas nacionais, incluindo The New York Times Magazine, Esquire, Pageant e Harper's.
Em 1967, pouco antes do Verão do Amor, Thompson escreveu "O 'Hashbury' é a Capital dos Hippies" para a revista The New York Times. Ele criticou os hippies de São Francisco por serem desprovidos tanto das convicções políticas da Nova Esquerda quanto do núcleo artístico dos Beats, resultando em uma cultura invadida por jovens que passavam seu tempo em busca de drogas. “O impulso já não é para a ‘mudança’ ou o ‘progresso’ ou a ‘revolução’, mas apenas para escapar, para viver no perímetro distante de um mundo que poderia ter existido – talvez devesse ter existido – e fazer um acordo de sobrevivência em termos puramente pessoais”, escreveu ele.
Mais tarde naquele ano, Thompson e sua família voltaram para o Colorado e alugaram uma casa em Woody Creek, um pequeno vilarejo nas montanhas nos arredores de Aspen. No início de 1969, Thompson recebeu um cheque de royalties de 15 mil dólares pelas vendas de brochuras de Hell's Angels e usou parte dos lucros como entrada para uma casa e propriedade onde viveria pelo resto de sua vida. Era um pedaço de terra de 110 acres que lhe custou 75 mil dólares.
No início de 1968, Thompson assinou o compromisso "Warrs and Editors War Tax Protest", prometendo recusar o pagamento de impostos em protesto contra a Guerra do Vietnã. De acordo com as cartas de Thompson da época, ele planejava escrever um livro chamado The Joint Chiefs sobre "a morte do sonho americano". Ele usou um adiantamento de 6 mil dólares da Random House para viajar pelo país cobrindo a eleição presidencial dos Estados Unidos de 1968 e comparecer à Convenção Nacional Democrata em Chicago para fazer pesquisas. Ele assistiu aos confrontos entre a polícia e os manifestantes anti-guerra de seu hotel e, mais tarde, afirmou que os eventos tiveram um efeito significativo em suas opiniões políticas, dizendo: "Fui à convenção democrata como jornalista e voltei como uma fera delirante". Embora Thompson nunca tenha concluído o livro, ele levou seu tema para trabalhos posteriores. Ele também assinou um contrato com a Ballantine Books em 1968 para escrever um livro satírico chamado The Johnson File sobre o presidente Lyndon B. Johnson. Algumas semanas depois, o acordo fracassou depois de Johnson ter desistido das eleições.
Thompson ficou impressionado com a cobertura da revista Rolling Stone sobre o desastroso Altamont Free Concert em dezembro de 1969. Depois de escrever ao editor da Rolling Stone, Jann Wenner, Thompson aceitou o convite para enviar seu trabalho à revista, que logo se tornou seu principal trabalho.

## Meia-idade

### Campanha do xerife de Aspen

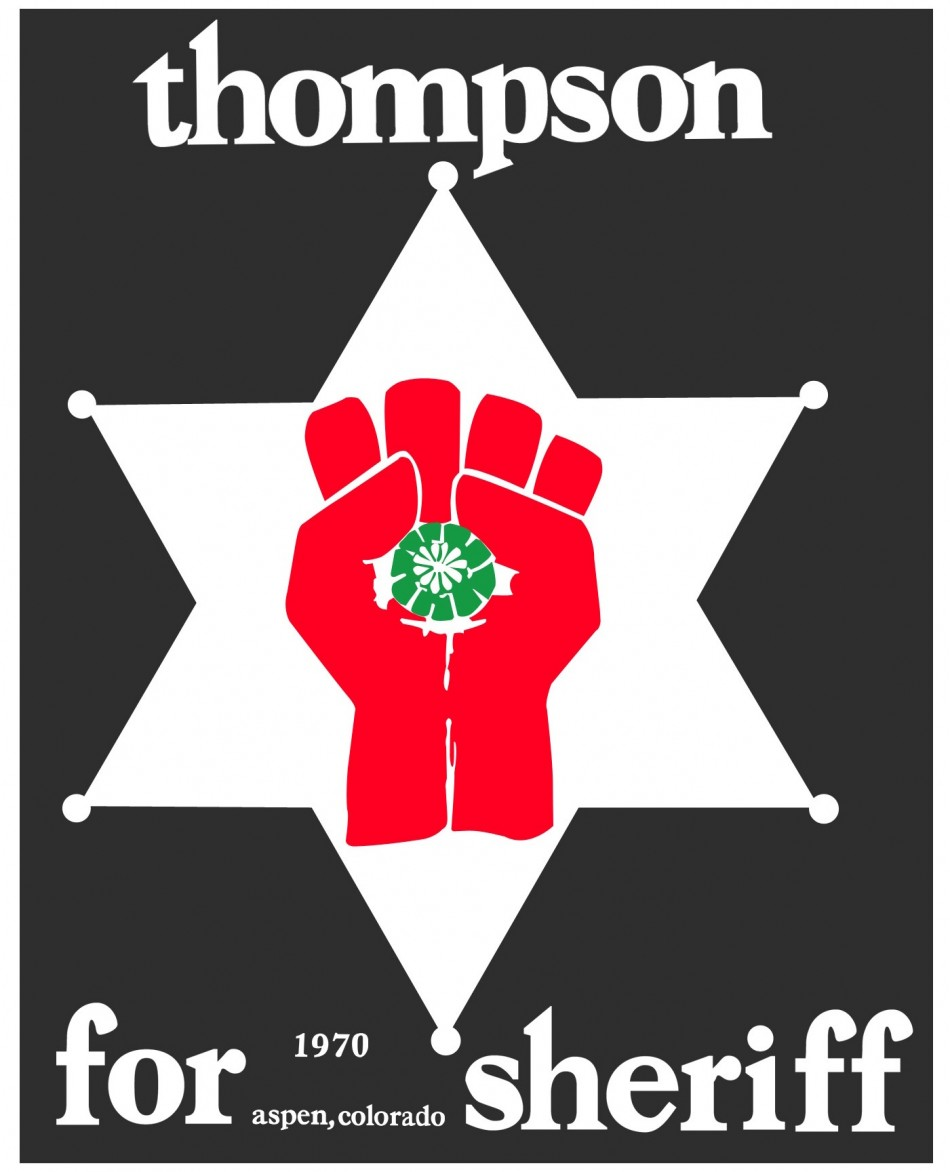
Pôster da campanha de Thompson para xerife de Aspen

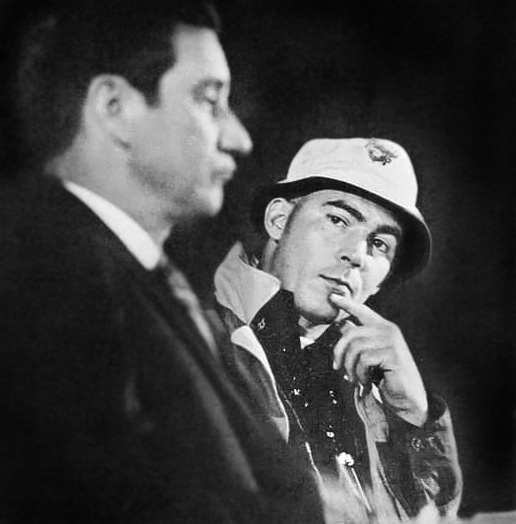
Thompson (à direita) num debate com o Xerife Carrol D. Whitmire (à esquerda), o seu atual adversário.

Em 1970, Thompson concorreu ao cargo de xerife do Condado de Pitkin, Colorado, como parte de um grupo de cidadãos que concorriam a cargos locais na chapa "Freak Power". A plataforma incluía a promoção da descriminalização das drogas (apenas para uso pessoal, não para tráfico, pois ele desaprovava o lucro), a destruição das ruas e sua transformação em calçadões gramados, a proibição de qualquer edifício tão alto a ponto de obstruir a vista das montanhas, o desarmamento de todas as forças policiais e a renomeação de Aspen como "Fat City" para desencorajar investidores. Thompson, tendo raspado a cabeça, referiu-se ao candidato republicano com cabelo com corte militar como "meu oponente de cabelo comprido".
Com as pesquisas mostrando uma ligeira vantagem em uma corrida tripla, Thompson apareceu na sede da revista Rolling Stone em São Francisco com um pacote de seis cervejas na mão e declarou ao editor Jann Wenner que estava prestes a ser eleito xerife de Aspen, Colorado, e desejava escrever sobre o movimento "Freak Power". "A Batalha de Aspen" foi o primeiro artigo de Thompson para a revista, com o título "By: Dr. Hunter S. Thompson (Candidate for Sheriff)". (A certificação de "Dr." de Thompson foi obtida em uma igreja que vendia por correspondência enquanto ele estava em São Francisco nos anos 1960.) Apesar da publicidade, Thompson perdeu a eleição. Enquanto conquistava a cidade de Aspen, ele obteve apenas 44% dos votos em todo o condado, no que se tornou, após a retirada do candidato republicano, uma disputa bidirecional. Thompson disse mais tarde que o artigo da Rolling Stone mobilizou mais oposição à chapa Freak Power do que apoiantes. O episódio foi tema do documentário de 2020 Freak Power: The Ballot or the Bomb. Escrevendo sobre o episódio mais de cinquenta anos depois, Wenner escreveu: "Aspen não ganhou um novo xerife, mas percebi que, em Hunter, eu tinha um companheiro de viagem."

### Nascimento do jornalismo gonzo
Também em 1970, Thompson escreveu um artigo intitulado "O Kentucky Derby é decadente e depravado" para a revista de jornalismo literário Scanlan's Monthly. Para esse artigo, o editor Warren Hinckle juntou Thompson ao ilustrador Ralph Steadman, que desenhou ilustrações expressionistas com batom e delineador. A história de Thompson praticamente ignorou a corrida e se concentrou na festança regada a álcool que cercava o evento anual em sua cidade natal. Escrevendo na primeira pessoa, ele coloca a devassidão no contexto do cenário político americano do momento: o presidente Richard Nixon ordenou o bombardeio do Camboja e quatro estudantes foram mortos por tropas da Guarda Nacional de Ohio na Universidade Estadual de Kent, em um massacre que ocorreu apenas dois dias depois.
Thompson e Steadman colaboraram regularmente depois disso. Embora não tenha sido muito lido, o artigo foi o primeiro a usar as técnicas do jornalismo gonzo, um estilo que Thompson mais tarde empregou em quase todos os empreendimentos literários. A subjetividade maníaca em primeira pessoa da história teria sido resultado de puro desespero; ele estava enfrentando um prazo iminente e começou a enviar as páginas da revista arrancadas de seu caderno. O primeiro uso da palavra "gonzo" para descrever o trabalho de Thompson é creditado ao jornalista Bill Cardoso, que conheceu Thompson em um ônibus cheio de jornalistas cobrindo as primárias de New Hampshire em 1968. Em 1970, Cardoso (que era então editor do The Boston Globe Sunday Magazine) escreveu a Thompson elogiando o artigo "Kentucky Derby" como um avanço: "É isso, isso é puro gonzo. Se isso é um começo, continue rolando." De acordo com Steadman, Thompson aceitou a palavra imediatamente e disse: "Ok, é isso que eu faço. gonzo."

### Fear and Loathing in Las Vegas

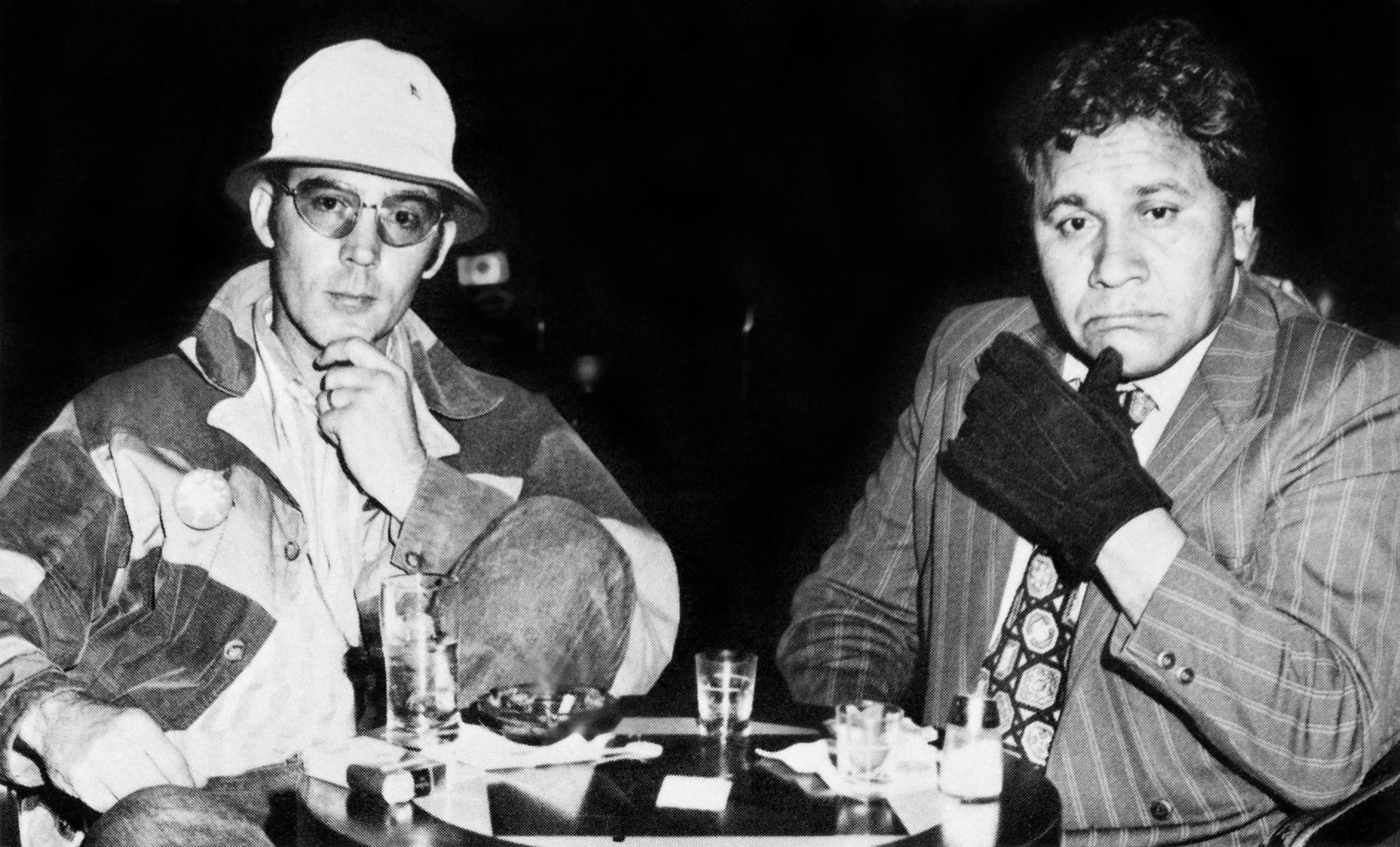
A viagem de Thompson a Las Vegas em 1971 com Oscar Zeta Acosta (à direita) serviu de base para seu romance mais famoso, Fear and Loathing in Las Vegas

O livro pelo qual Thompson ganhou mais fama começou durante a pesquisa para "Strange Rumblings in Aztlan", uma exposição para a Rolling Stone sobre o assassinato do jornalista de televisão mexicano-americano Rubén Salazar em 1970. Salazar foi baleado na cabeça à queima-roupa com uma bomba de gás lacrimogêneo disparada por policiais do Departamento do Xerife do Condado de Los Angeles durante a Marcha da Moratória Nacional Chicana contra a Guerra do Vietnã. Uma das fontes de Thompson para a história foi Oscar Zeta Acosta, um proeminente ativista e advogado mexicano-americano. Achando difícil conversar na atmosfera racialmente tensa de Los Angeles, Thompson e Acosta decidiram viajar para Las Vegas e aproveitar uma tarefa da Sports Illustrated para escrever uma legenda de fotografia de 250 palavras sobre a corrida de motocicletas Mint 400 realizada lá. O que era para ser uma legenda curta rapidamente se transformou em algo completamente diferente. Thompson primeiro enviou à Sports Illustrated um manuscrito de 2,5 mil palavras, que foi, como ele escreveu mais tarde, "agressivamente rejeitado". O editor da Rolling Stone, Jann Wenner, gostou "das primeiras 20 ou mais páginas desalinhadas o suficiente para levá-lo a sério em seus próprios termos e programou provisoriamente sua publicação — o que me deu o empurrão que eu precisava para continuar trabalhando nisso", escreveu Thompson. Wenner, descrevendo sua primeira impressão anos depois, chamou-a de "afiada e insana".
Para desenvolver a história, Thompson e Acosta retornaram a Las Vegas para participar de uma conferência sobre combate às drogas. As duas viagens se tornaram a base para Fear and Loathing in Las Vegas, que a Rolling Stone serializou em duas partes em novembro de 1971. A Random House publicou uma versão em livro no ano seguinte. Lidar com o fracasso do movimento contracultural dos anos 1960 é um tema importante do romance, e o livro foi recebido com considerável aclamação da crítica. O New York Times elogiou-o como "o melhor livro já escrito sobre a década da droga".

### Fear and Loathing on the Campaign Trail '72

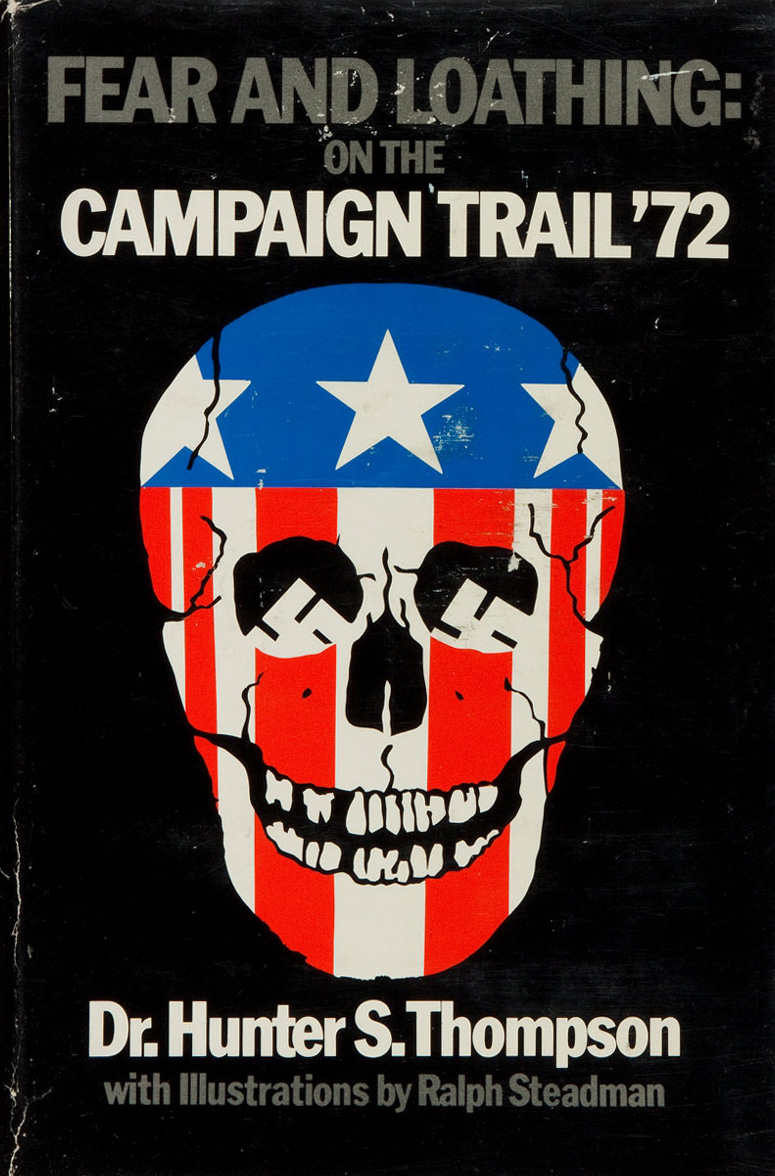
Fear and Loathing on the Campaign Trail '72 (1973)

Em 1971, Wenner concordou em designar Thompson para cobrir a eleição presidencial dos Estados Unidos de 1972 para a Rolling Stone. Thompson recebeu uma remuneração de mil dólares mensais (ou cerca de 7 mil dólares em valores de 2023) e alugou uma casa perto do Rock Creek Park em Washington, D.C. às custas da revista. Ele também conseguiu um acordo para publicar um livro sobre a campanha após sua conclusão, que posteriormente apareceu como Fear and Loathing on the Campaign Trail '72 no início de 1973. Livros de especialistas sobre política presidencial se tornaram populares durante a década anterior, começando com a série Making of the President, de Theodore H. White, o primeiro dos quais apareceu em 1961, com volumes adicionais em 1965 e 1969. O seu sucesso elevou o perfil geral dos jornalistas designados para cobrir as eleições presidenciais quadrienais nos EUA, e tornou-se uma frase comum entre eles dizer que estavam "...fazendo um Teddy White", o que significa que planejavam escrever seu próprio livro de informações privilegiadas sobre a campanha.
Wenner decidiu que a Rolling Stone cobriria a eleição presidencial em parte por causa da aprovação, em 1971, da 26ª Emenda à Constituição dos Estados Unidos, que reduziu a idade legal para votar de 21 para 18 anos, tornando grande parte de seus leitores, em sua maioria jovens, subitamente elegíveis para votar. “Pretendíamos politizar a nossa geração e arrancar esta força estimulante da falsa política do revolucionário”, escreveu Wenner nas suas memórias sobre o plano de colaboração com Thompson.

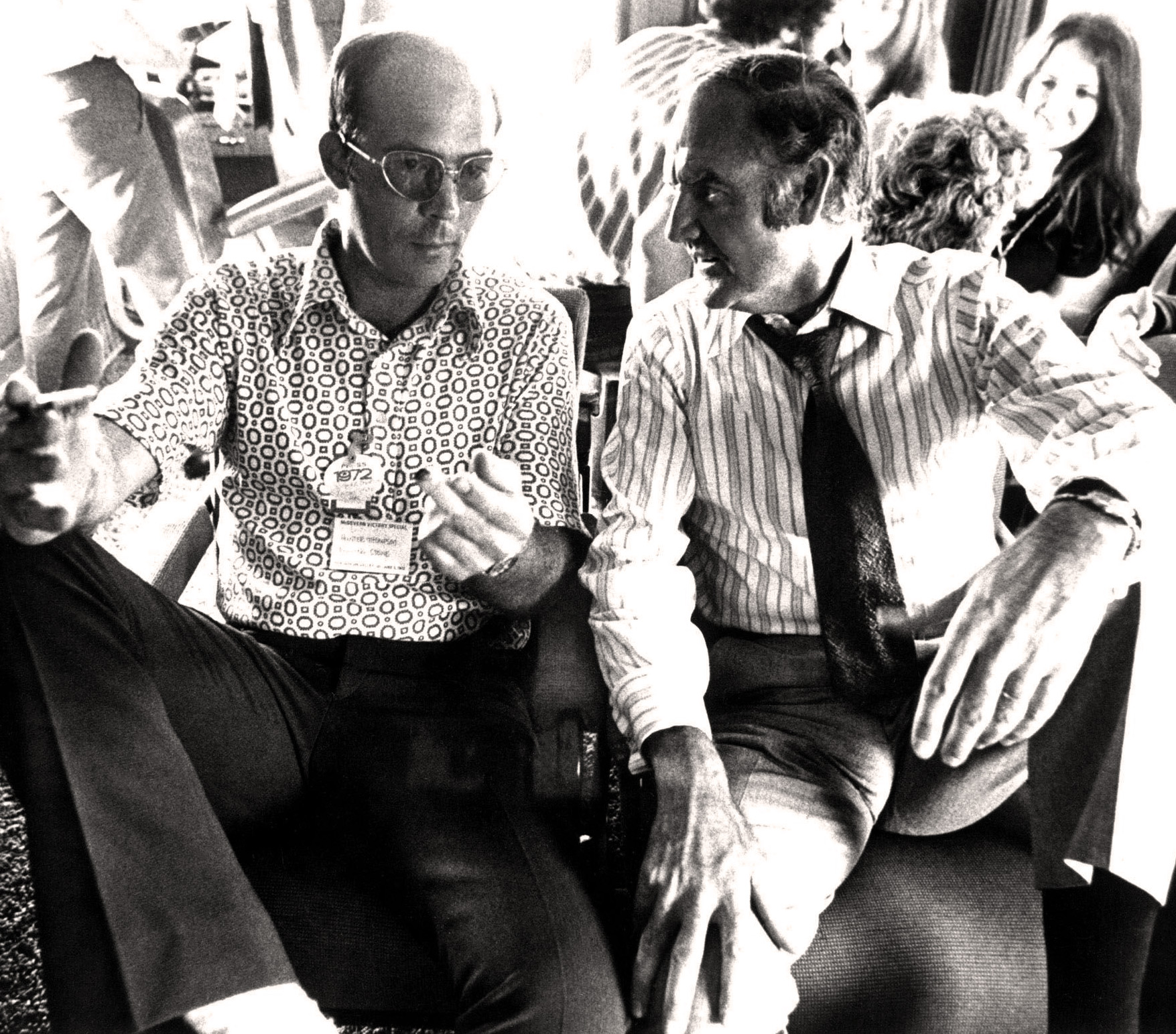
Thompson com George McGovern (à direita) em São Francisco, junho de 1972

O primeiro artigo de campanha de Thompson para a Rolling Stone apareceu como Fear and Loathing in Washington: Is This Trip Really Necessary? na edição de 6 de janeiro de 1972. A 14ª e última parcela apareceu na edição de 9 de novembro sob o título Ask Not For Whom The Bell Tolls....
Ao longo do ano, Thompson viajou com os candidatos que concorreram nas primárias presidenciais do Partido Democrata em 1972 pelo direito de desafiar o presidente em exercício, o republicano Richard Nixon, na eleição geral. A cobertura de Thompson se concentrou principalmente no senador George McGovern, de Dakota do Sul, no senador Edmund Muskie, do Maine, o primeiro líder, e no ex-vice-presidente Hubert Humphrey. Thompson apoiou McGovern e escreveu cobertura crítica das campanhas rivais. A série e, mais tarde, o livro foram elogiados por quebrar barreiras com uma nova abordagem ao jornalismo político. O crítico literário Morris Dickstein escreveu que Thompson tinha aprendido a "aproximar-se do efeito de drogas alucinantes no seu estilo de prosa" e que ele "registava os pormenores de uma campanha presidencial com todo o desprezo e incredulidade que outros repórteres devem sentir, mas que censuram".
Frank Mankiewicz, diretor de campanha de McGovern, frequentemente descreveu o livro como o relato "mais preciso e menos factual" da campanha de 1972. Em uma anedota vívida, porém inventada, Thompson descreve como Mankiewicz saltou de trás de um arbusto para atacá-lo com um martelo. Para um leitor não iniciado, pode não ter ficado claro a princípio se a ação descrita por Thompson era fantasiosa ou factual e isso parecia ser parte do ponto. Como escreveu o biógrafo William McKeen: "Ele escrevia para sua própria diversão, e se outros o acompanhassem, tudo bem."

## Fama e suas consequências
O trabalho jornalístico de Thompson começou a sofrer seriamente após sua viagem à África para cobrir o Rumble in the Jungle — a luta mundial de boxe dos pesos pesados entre George Foreman e Muhammad Ali — em 1974. Ele perdeu a partida porque estava bêbado no hotel e não enviou a matéria para a revista. Como Wenner disse ao crítico de cinema Roger Ebert no documentário de 2008 Gonzo: The Life and Work of Dr. Hunter S. Thompson, "Depois de África, ele simplesmente não conseguia escrever. Ele não conseguia juntar as peças". Foi em 1973 que Thompson experimentou cocaína pela primeira vez e vários amigos, familiares e editores comentaram que o impacto na sua produtividade e criatividade foi devastador.
Em 1975, Wenner designou Thompson para viajar ao Vietnã para cobrir o que parecia ser o fim da Guerra do Vietnã. Thompson chegou a Saigon no momento em que o Vietnã do Sul estava entrando em colapso e outros jornalistas estavam deixando o país. Wenner supostamente cancelou o seguro médico de Thompson, o que prejudicou o relacionamento de Thompson com a Rolling Stone. Ele logo fugiu do país e recusou-se a apresentar o seu relatório até ao décimo aniversário da Queda de Saigon. Wenner, escrevendo em 2022, negou as alegações de que havia cancelado o seguro de Thompson, dizendo que ele passou a maior parte do tempo em Saigon obcecado com os planos de evacuação. Thompson apresentou um despacho inacabado que Wenner descreveu como "forte e promissor, mas nada substancial". Ele então pegou um voo comercial para Bangkok, onde se encontrou com sua esposa para o que Wenner descreveu como algumas semanas de "descanso e recreação totalmente imerecidos". Enquanto estava na Tailândia, Thompson fez uma placa de porta de bronze personalizada que dizia "Rolling Stone: Global Affairs Suite. Dr. Hunter S. Thompson" marcada com um mapa do mundo e dois raios. "Foi isso", escreveu Wenner. "Nenhuma história. Apenas aquela placa." Thompson mais tarde terminou a história a tempo para o aniversário de 10 anos da Queda de Saigon.
Os planos de Thompson cobrir a campanha presidencial de 1976 para a Rolling Stone e depois publicar um livro fracassaram quando Wenner dissolveu a divisão de publicação de livros da Straight Arrow Press. Thompson alegou que Wenner cancelou o projeto sem informá-lo. Em suas memórias, Wenner contou uma história diferente: "A questão não era dinheiro... A verdadeira questão era se ele teria disciplina para gastar tanto tempo na campanha eleitoral e se ele teria muito a dizer sobre o mesmo assunto novamente." Thompson passou um dia com Jimmy Carter na Mansão do Governador da Geórgia e escreveu uma reportagem de capa de 10 mil palavras apoiando Carter para presidente. “Depois disso, nos tornamos praticamente uma parte oficial da campanha de Carter e eles nos trataram como tal”, escreveu Wenner sobre o episódio.
Em 1980, Thompson se divorciou de sua esposa, Sandra Conklin. O mesmo ano marcou o lançamento de Where the Buffalo Roam, uma adaptação cinematográfica baseada em sua obra do início dos anos 1970, estrelada por Bill Murray como o escritor. Murray acabou se tornando um dos amigos de confiança de Thompson. Mais tarde naquele ano, Thompson mudou-se para o Havaí para pesquisar e escrever The Curse of Lono, um relato no estilo gonzo da Maratona de Honolulu de 1980. Extensivamente ilustrado por Ralph Steadman, uma iteração da obra apareceu pela primeira vez em Running em 1981 como "The Charge of the Weird Brigade" e mais tarde foi extraída na Playboy em 1983. O livro foi uma decepção, com seu editor chamando-o de "desorganizado e incoerente". Foi mal avaliado e as vendas foram decepcionantes.
Em 1983, ele cobriu a invasão americana de Granada, mas não escreveu nem discutiu as experiências até a publicação de Kingdom of Fear em 2003. Também em 1983, a pedido de Terry McDonell, ele escreveu "A Dog Took My Place", uma exposição para a Rolling Stone do escandaloso caso de divórcio de Roxanne Pulitzer e do que ele chamou de "estilo de vida de Palm Beach". A história incluía insinuações duvidosas de bestialidade. Wenner descreveu-a como uma das "melhores, mas menos conhecidas peças" de Thompson. Em 1985, Thompson aceitou um adiantamento para escrever sobre "pornografia feminista" para a Playboy.

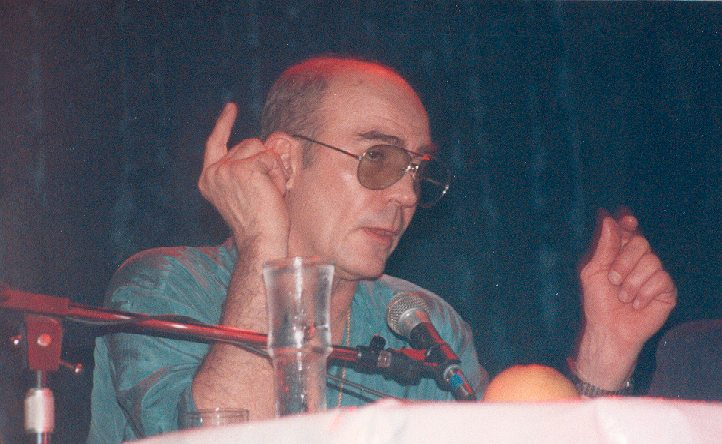
Thompson em maio de 1989

Thompson então aceitou o cargo de colunista e crítico de mídia semanal para o The San Francisco Examiner, que foi arranjado pelo ex-editor e colega colunista do Examiner, Warren Hinckle. Como descreveu o seu editor no The Examiner, David McCumber, "Numa semana seria um jargão ácido com um charme próprio. Na semana seguinte seria uma análise política incisiva da mais alta ordem."

## Anos finais
Thompson enfrentou uma acusação de agressão sexual em março de 1990, quando a ex-diretora de filmes pornográficos Gail Palmer alegou que, depois de negar suas investidas sexuais em sua casa, Thompson jogou uma bebida nela e torceu seu seio esquerdo. Ele foi julgado por cinco crimes graves e três contravenções devido à acusação de agressão e alegações de abuso de drogas depois que a polícia invadiu sua casa. As acusações foram retiradas dois meses depois.
No início da década de 1990, Thompson afirmou estar trabalhando em um romance intitulado Polo Is My Life, que foi brevemente citado na Rolling Stone em 1994. Wenner descreveu-o como "o último grande artigo de Hunter" e descreveu Thompson como abusivo em relação a dois assistentes editoriais que lhe foram atribuídos. O próprio Thompson descreveu-o em 1996 como "um livro de sexo — você sabe, sexo, drogas e rock and roll. É sobre o gerente de um teatro de sexo que é forçado a sair e fugir para as montanhas. Ele se apaixona e se mete em ainda mais problemas do que quando estava no teatro de sexo em São Francisco."
Thompson continuou a publicar irregularmente na Rolling Stone, contribuindo com 17 artigos para a revista entre 1984 e 2004. "Fear and Loathing in Elko", publicado em 1992, foi um grito de guerra fictício bem recebido contra a nomeação de Clarence Thomas para uma cadeira na Suprema Corte dos Estados Unidos. "Trapped in Mr. Bill's Neighborhood" foi um relato amplamente baseado em fatos de uma entrevista com Bill Clinton em uma churrascaria em Little Rock, Arkansas. Em vez de percorrer a trilha da campanha como fez em eleições presidenciais anteriores, Thompson monitorou os procedimentos pela televisão a cabo; Better Than Sex: Confessions of a Political Junkie, seu relato da campanha presidencial de 1992, é composto de faxes reativos à Rolling Stone. Em 1994, a revista publicou “He Was a Crook”, um obituário “contundente” de Richard Nixon.

## Morte
Às 17:42 do dia 20 de fevereiro de 2005, Thompson morreu em decorrência de um tiro autoinfligido na cabeça em Owl Farm, seu "complexo fortificado" em Woody Creek, Colorado. Seu filho Juan, a nora Jennifer e o neto estavam visitando no fim de semana. Sua esposa Anita, que estava no Aspen Club, estava ao telefone com ele enquanto ele engatilhava a arma. De acordo com o Aspen Daily News, Thompson pediu que ela voltasse para casa para ajudá-lo a escrever sua coluna na ESPN e então colocou o telefone no balcão. Anita disse que confundiu o engatilhar da arma com o som das teclas da máquina de escrever e desligou quando ele atirou. Will, seu neto e Jennifer estavam no quarto ao lado quando ouviram o tiro, mas confundiram o som com um livro caindo e não foram verificar Thompson imediatamente. Juan Thompson encontrou o corpo de seu pai. De acordo com o relatório policial e os registros do celular de Anita, ele ligou para o gabinete do xerife meia hora depois, saiu e disparou três tiros de espingarda para o ar para "marcar o falecimento de seu pai". O relatório policial afirmava que na máquina de escrever de Thompson havia um pedaço de papel com a data "22 de fevereiro de 2005" e uma única palavra, "conselheiro".
Anos de abuso de álcool e cocaína contribuíram para seu problema de depressão. Pessoas próximas de Thompson disseram à imprensa que ele estava deprimido e sempre achou fevereiro um mês "sombrio", com o fim da temporada de futebol americano e o rigoroso inverno do Colorado. Ele também estava chateado com sua idade avançada e problemas médicos crônicos, incluindo uma substituição de quadril; ele frequentemente murmurava "Esse garoto está ficando velho". A Rolling Stone publicou o que Douglas Brinkley descreveu como uma nota de suicídio escrita por Thompson para sua esposa, intitulada "A temporada de futebol acabou". Dizia:

Acabaram-se os jogos. Não há mais bombas. Não há mais caminhadas. Não há mais diversão. Não há mais natação. 67. Isso é 17 anos depois dos 50. Mais 17 do que eu precisava ou queria. Aborrecido. Estou sempre a ser chato. Não é divertido para ninguém. 67. Estás a ficar ganancioso. Age de acordo com a tua idade. Relaxa - Isto não vai doer.

### Funeral
Em 20 de agosto de 2005, em um funeral privado em Owl Farm, as cinzas de Thompson foram disparadas de um canhão. Isto foi acompanhado por fogos de artifício vermelhos, brancos, azuis e verdes, todos ao som de "Spirit in the Sky" de Norman Greenbaum e "Mr. Tambourine Man" de Bob Dylan.
Segundo sua viúva, Anita, os custos de 3 milhões de dólares do funeral foram financiado pelo ator Johnny Depp, que era amigo próximo de Thompson. Depp disse à Associated Press: "Tudo o que estou fazendo é tentar garantir que seu último desejo se torne realidade. Só quero mandar meu amigo embora do jeito que ele quer." Estima-se que 280 pessoas compareceram, incluindo Steadman; os senadores americanos John Kerry e George McGovern.

## Legado

### Estilo de escrita
Apesar de ele ter descrito pessoalmente seu trabalho como "Gonzo", coube a observadores posteriores articular o que o termo realmente significava. Embora a abordagem de Thompson envolvesse claramente inserir-se como participante dos eventos da narrativa, ela também envolveu a adição de elementos inventados e metafóricos, criando assim, para o leitor não iniciado, um amálgama aparentemente confuso de fatos e ficção, notável pelas linhas deliberadamente borradas entre um e outro. Thompson, em uma entrevista de 1974 na Playboy, abordou a questão pessoalmente, dizendo: "Ao contrário de Tom Wolfe ou Gay Talese, quase nunca tento reconstruir uma história. Ambos são repórteres muito melhores do que eu, mas, então, não me considero um repórter." Mais tarde, Tom Wolfe descreveria o estilo de Thompson como "...parte jornalismo e parte memórias pessoais misturadas com poderes de invenção selvagem e retórica ainda mais selvagem." Ou como uma descrição das diferenças entre os estilos de Thompson e Wolfe elaboraria, "Enquanto Tom Wolfe dominava a técnica de ser uma mosca na parede, Thompson dominava a arte de ser uma mosca na sopa."
A maioria dos trabalhos mais populares e aclamados de Thompson apareceu nas páginas da revista Rolling Stone . O editor Jan Wenner disse que Thompson estava "no DNA da Rolling Stone ". Wenner disse que Thompson tendia a trabalhar "em longas explosões de energia, acordado até o amanhecer ou, muitas vezes, até dois amanheceres". Ele disse que manter Thompson no caminho certo ao terminar uma peça exigia "...companheirismo, ou o que os editores chamam de segurar a mão, mas no caso de Hunter era mais como ser um oficial subalterno em sua guerra. Ele exigia seus confortos, o que significava o tipo certo de máquina de escrever e uma certa cor de papel, Wild Turkey, as drogas certas e a música adequada".
Robert Love, editor de Thompson por 23 anos na Rolling Stone, escreveu na Columbia Journalism Review que "a linha divisória entre fato e fantasia raramente se confundia, e nem sempre usávamos itálico ou algum outro dispositivo tipográfico para indicar a guinada para o fabuloso. Mas se houvesse humanos vivos e identificáveis em uma cena, tomávamos certas medidas ... Hunter era amigo próximo de muitos democratas proeminentes, veteranos das dez ou mais campanhas presidenciais que cobriu, então, quando em dúvida, ligávamos para o secretário de imprensa. 'As pessoas acreditarão em quase qualquer tipo de história distorcida sobre políticos ou Washington', ele disse uma vez, e ele estava certo."
Discernir a linha entre o fato e a ficção na obra de Thompson representou um problema prático para editores. Love chamou a verificação de fatos do trabalho de Thompson de "uma das ocupações mais duvidosas já criadas no mundo editorial" e "para quem está começando ... uma viagem por uma casa de diversão jornalística, onde você não sabia o que era real e o que não era."

### Persona
Thompson também costumava usar uma mistura de ficção e fatos ao se retratar em seus escritos, às vezes usando o nome Raoul Duke, a quem ele geralmente descrevia como um jornalista insensível, errático e autodestrutivo, que bebia e tomava alucinógenos constantemente. No início da década de 1980, Wenner conversou com Thompson sobre seu alcoolismo e dependência de cocaína e se ofereceu para pagar pelo tratamento antidrogas. "Hunter foi educado e firme", escreveu Wenner em 2022. "Ele pensou sobre isso e não sentiu que poderia ou iria mudar. Ele sentiu que [seu abuso de drogas] era a chave para seu talento. Ele disse que se não usasse drogas, teria a mente de um contador. O abuso já estava cobrando seu preço de seus dons... Era tarde demais, e ele sabia disso."
No final da década de 1960, Thompson adquiriu o título de "Doutor" da Igreja da Nova Verdade.
Vários críticos comentaram que, à medida que ele envelhecia, a linha que distinguia Thompson de sua versão literária tornou-se cada vez mais tênue. Thompson admitiu durante uma entrevista à BBC em 1978 que às vezes se sentia pressionado a viver de acordo com o eu fictício que ele havia criado, acrescentando: "Eu nunca tenho certeza de qual as pessoas esperam que eu seja. Muitas vezes, elas entram em conflito — na maioria das vezes, na verdade. ... Estou levando uma vida normal e bem ao meu lado existe esse mito, e ele está crescendo, se multiplicando e ficando cada vez mais distorcido. Quando sou convidado para, digamos, falar em universidades, não tenho certeza se eles estão convidando Duke ou Thompson. Não tenho certeza de quem ser."
O estilo de escrita e a personalidade excêntrica de Thompson lhe renderam seguidores cult tanto nos círculos literários quanto nos círculos de drogas, o que se expandiu para áreas mais amplas depois de ser retratado três vezes em grandes filmes. Portanto, tanto seu estilo de escrita quanto sua persona foram amplamente imitados, e sua imagem até se tornou uma escolha popular de fantasia para o Halloween.

### Crenças políticas
Thompson era um entusiasta de armas de fogo e explosivos (em seus escritos e na vida) e possuía uma grande coleção de revólveres, rifles, espingardas e várias armas automáticas e semiautomáticas. Ele era um defensor do direito ao porte de armas e dos direitos à privacidade. Membro da Associação Nacional de Rifles da América, Thompson também foi co-criador da Fundação da Quarta Emenda, uma organização para ajudar as vítimas a se defenderem contra buscas e apreensões injustificadas.
Parte do seu trabalho com a Fourth Amendment Foundation centrou-se no apoio a Lisl Auman, uma mulher do Colorado que foi condenada à prisão perpétua em 1997 por acusações de homicídio doloso pela morte do policial Bruce VanderJagt, apesar de declarações contraditórias e evidências duvidosas. Thompson organizou comícios, forneceu apoio jurídico e coescreveu um artigo na edição de junho de 2004 da Vanity Fair descrevendo o caso. A Suprema Corte do Colorado finalmente anulou a sentença de Auman em março de 2005, logo após a morte de Thompson, e Auman agora está livre. Os apoiantes de Auman afirmam que o apoio e a publicidade de Thompson resultaram no sucesso do apelo.
Thompson também era um fervoroso defensor da legalização das drogas e ficou conhecido por seus relatos detalhados sobre seu próprio uso de drogas. Ele foi um dos primeiros apoiadores da Organização Nacional para a Reforma das Leis da Maconha e serviu no conselho consultivo do grupo por mais de 30 anos, até sua morte. Ele disse a um entrevistador em 1997 que as drogas deveriam ser legalizadas em "todos os níveis". "Pode ser um pouco duro para algumas pessoas por um tempo, mas acho que é a única maneira de lidar com as drogas. Veja a Lei Seca; tudo o que ela fez foi enriquecer muitos criminosos", afirmou.
Em uma carta de 1965 ao seu amigo Paul Semonin, Thompson explicou uma afeição pelos Industrial Workers of the World (IWW): "Nos últimos meses, comecei a ter um certo sentimento por Joe Hill e a multidão Wobbly que, se nada mais, tinham a ideia certa. Mas não a mecânica certa. Acredito que o IWW foi provavelmente o último conceito humano na política americana."  Em outra carta a Semonin, Thompson escreveu que concordava com Karl Marx e o comparou a Thomas Jefferson. Em uma carta a William Kennedy, Thompson confidenciou que estava "começando a ver o sistema de mercado livre como o maior mal na história da selvageria humana". No documentário Breakfast with Hunter, Thompson é visto em várias cenas vestindo diferentes camisetas de Che Guevara. Além disso, o ator e amigo Benicio del Toro afirmou que Thompson mantinha uma grande foto de Che em sua cozinha. Thompson escreveu em nome dos direitos afro-americanos e do movimento pelos direitos civis. Ele criticou fortemente o domínio na sociedade americana do que ele chamou de "estruturas de poder branco".
Após os ataques de 11 de setembro, Thompson expressou ceticismo em relação à história oficial sobre quem foi o responsável pelos ataques e especulou para vários entrevistadores que os atentados haviam sido conduzidos pelo governo dos EUA, embora admitisse prontamente que não tinha como provar sua teoria.
Em 2004, Thompson escreveu: "[Richard] Nixon era um político profissional e eu desprezava tudo o que ele representava — mas se ele estivesse concorrendo à presidência este ano contra a malvada gangue Bush - Cheney, eu votaria nele com prazer."

### Bolsas de estudo
A viúva de Thompson criou dois fundos de bolsas de estudo na Escola de Estudos Gerais da Universidade de Columbia para veteranos militares dos EUA e na Universidade de Kentucky para estudantes de jornalismo.